# Moros i Cristians de Petrer
Els Moros i Cristians de Petrer en honor de Sant Bonifaci Màrtir són unes festes que tenen lloc en la localitat de Petrer (Vinalopó Mitjà) del dijous al dilluns del cap de setmana més proper al 14 de maig, festivitat del patró de la població. Aquestes festes estan catalogades com d'Interès Turístic.
De cinc dies de durada, tradicionalment donaven començament el 14 de maig, festivitat de Sant Bonifaci Màrtir, però això va canviar a mitjan dècada de 1970, quan es va establir que se celebraren les festes tots els anys de dijous a dilluns, en coincidència amb el cap de setmana més proper al 14 de maig.

## Història
Les de Petrer són unes de les Festes de Moros i Cristians més antigues de la província, ja que en tenim dades des del segle xvii, concretament de 1614, i unes normes ja marcades i establertes des del 12 de maig de 1822, com així apareix reflectit en un ban municipal.
L'escriptor local Hipólito Navarro Villaplana va escriure el llibre La fiesta de Moros y Cristianos de Petrel, sobre la festa de Petrer i la seua evolució, sobretot des de la perspectiva dels canvis socials produïts en l'època dels 60/70 del segle xx. Va ser aleshores quan la festa de Moros i Cristians de Petrer va adquirir la forma actual, amb un gran augment de participants, i va ser qualificada com a Festa d'Interès Turístic Nacional. Això també va ser a causa del gran augment demogràfic que es va produir a Petrer durant aquesta època.
Amb aquests canvis, la festa de Petrer va adquirir una important notorietat i fama. Fins i tot, va arribar a la fi dels 80 als estudis de Televisió Espanyola i a algunes ciutats com Terol per a la seua promoció i difusió.

## Estructuració i organització de la festa
La festa de Moros i Cristians a Petrer s'estructura en tres unitats bàsiques: bàndols, comparses i filaes. Existeixen dos bàndols, el moro i el cristià, i cada bàndol està subdividit en cinc comparses de diferent temàtica. Així mateix, aquestes comparses estan subdividides en un nombre variable del que es coneixen com a filaes, que aglutinen grups d'entre vuit i quinze persones, i que tenen noms alegòrics d'acord amb la temàtica de cada comparsa.
L'ordre d'aparició de les comparses en les desfilades i diferents actes rota d'any en any, i les comparses que encapçalen els bàndols cada any són conegudes popularment a Petrer com "les comparses de la Mitja Festa".
Cada comparsa té uns càrrecs festers que es renoven cada any i que representen la comparsa al principi de la mateixa en cada acte. Aquests càrrecs festers, que llueixen vestits especials confeccionats per a l'ocasió, es componen de tres persones: capità, banderera i rodella
Els càrrecs festers de les anomenades comparses de la Mitja Festa, al seu torn, tenen una importància encara major, doncs acompanyen l'Ambaixador en els actes de recreació històrica, escenifiquen una batalla cara a cara durant l'acte de la guerrilla, i tenen la responsabilitat d'organitzar un boato per al començament de les desfilades principals (conegudes com a Entrades) que precedeix la desfilada en si mateixa, i que sol incloure-hi danses, motius alegòrics a la temàtica de la comparsa i a la història de la mateixa o de la població, la participació de comparses germanes d'altres poblacions, o fins i tot xicotetes representacions teatrals.

### Bàndol Moro
- Moros Vells: referències ja al segle xviii i primer acta coneguda datada al 20 de maig de 1822 com a "Comparsa de Moros". De 1951 a 1974 es van dir "Àrabs Damasquins", i a partir d'ací van adoptar el nom actual de Moros Vells. Comparsa senyera de la festa, que aporta la constància i tradició, simbolitza en el record Els Cavallets i de la Mahoma. La primera dona que va ostentar la bandera en la comparsa va ser l'any 1905. El seu distintiu és el capell (fes) roig amb borla negra.
- Moros Nous: fundats el 17 d'agost de 1949 i participants actius a la festa de 1951. L'any següent, la comparsa incorpora a la rodella un palanquí, ja que fins a aquesta data el costum radicava que les xiquetes anaven a la gropa d'una "sokerreta". Van canviar el seu nom pel de "Moros Marroquins" fins a 1982, quan van tornar a ser Moros Nous. El seu distintiu oficial és el capell (fes) verd amb borla roja.
- Moros Beduïns: fundada el 1962. Coneguts inicialment com la comparsa "dels carrutxes", ja que quan van baixar des de l'ermita el 15 de maig de 1962, van lluir sudaris subjectats per carrutxes. El seu distintiu és el capell (fes) blau amb borla verda.
- Moros Fronterers: fundada el 1972. Apareixen a la festa el 1973. Comparsa que a través del seu president fundador simbolitza l'amor d'un barri pel seu poble. El seu distintiu és el capell (fes) amb borla blava.
- Barbarescos: fundada el 19 de maig de 1975. La primera a incorporar el 1990, en les obertures, la participació de les bandereres. El seu distintiu és el capell (fes) negre amb borla de color groc.

### Bàndol Cristià
- Terç de Flandes. Fundada el 1879. Popularment coneguts com a "Flamencs". És una comparsa única a les festes de Moros i Cristians de tot el territori espanyol, ja que no existeixen comparses similars en altres poblacions.
- Marins. Fundada el 1896. Popularment coneguts com a "Mariners". Al contrari que en altres poblacions, on els representants navals solen ser Pirates o Corsaris amb vestits plens de fantasia i motius cadavèrics, a Petrer són els Marins una comparsa molt tradicional i familiar que porten vestits d'estil més noble i clàssic.
- Biscains. L'actual comparsa de Biscains data el seu origen l'any 1957, però des de 1874 es conserven actes que parlen de la seua existència, i fins i tot s'ha arribat a datar la seua gènesi el 1845. Això es deu al fet que al llarg de la seua història ha patit canvis de nom, desaparicions, reaparicions, etcètera, la qual cosa fan complicat establir una data exacta de fundació.
- Estudiants. Fundada el 1930, és hereva de comparses germanes en poblacions com Villena, Onil o Banyeres de Mariola i actualment la més nombrosa de totes les comparses a Petrer.
- Llauradors. Fundada el 1946. És una comparsa que va ser fundada per treballadors del camp de Petrer, i que encara hui dia se sent molt vinculada a aquest passat i present rural de la població, i ho reflecteix en tots els seus actes. A més, és l'única de les comparses de Petrer que té un patró específic, Sant Isidre, el seu propi himne, el pasdoble Sueños Festeros compost per José Ángel Carmona Parra, i un dia de celebració extra en les setmanes prèvies als dies oficials de festes.

## Desenvolupament de la festa. Actes principals

### Dijous
- 20.00 Entrada i salutació a les bandes de música, on la banda de cada comparsa marxa fins a la Plaça de Baix, per interpretar allà al costat de les veus de centenars de petrerins el Pasodoble Petrer.[5][6]
- 00.00 Retreta, l'acte més informal de les festes, on no fa falta ni tan sols ser fester per poder participar encara que és necessari conèixer a algun fester que et convide a participar-hi.

### Divendres
- 10.00 Baixada del Sant, que s'inicia disparant l'alardo i que s'allarga fins a les 14.00. La imatge de Sant Bonifaci és traslladada des de la seua ermita fins a l'església parroquial.
- 18.30 Guerrilla[7] i Ambaixada Mora, amb foc de arcabusseria, en què el cristià es rendeix davant el moro.
- 0.30 Ambaixada en valencià en clau d'humor.

### Dissabte
- 11.00 Entrada Cristiana, en què hi participen els dos bàndols.
- 20.00 Solemne Processó, també amb la participació de totes les comparses.

### Diumenge
- 11.00 Desfilada d'honor de les capitanies, que finalitza amb la Santa Missa en honor de sant Bonifaci.
- 17.30 Entrada Mora, amb la participació dels dos bàndols.

### Dilluns
- 10.00 Guerrilla[7] i Ambaixada Cristiana, amb arcabusseria, en què el cristià assalta la fortalesa mora.
- 16.00 Pujada del Sant, conclou amb la Missa en Acció de Gràcies i el relleu de càrrecs.

## Característiques pròpies de les festes de Petrer
- Els vestits que es llueixen són un element fonamental a les festes:

Els càrrecs festers s'exposen els dies previs a les festes en diversos aparadors del centre de Petrer. Destaquen per la seua pedreria i els seus dissenys tradicionals, arribant alguns a tenir un valor de milers d'euros. Al contrari que en altres poblacions, tots els festers tenen dos vestits: un de "guerrilla", per als dies de festa, i un de "gala", per a les entrades i la processó. No es permet que els vestits de gala siguen llogats, i en el cas de ser-ho, ha de ser un vestit a estrenar i supervisat per una comissió, ja que s'ha d'assegurar al públic que allò que veu en cada desfilada no es repeteix en altres poblacions. Pràcticament la totalitat de les vestimentes estan confeccionades en la pròpia població.
- Els personatges protagonistes de la festa també són molt característics:

D'una banda, la rodella és una figura molt especial. Es tracta d'una xiqueta que simbolitza un "escut protector i màgic", i que realitza un ball especial davant el seu capità cada vegada que aquest dispara amb el seu arcabús. També, la figura de la banderera és característica de les festes de Petrer, la primera aparició de les quals data de 1905 quan, segons la tradició i els documents, la Tia Ramona "s'hi va baixar la bandera" dels Moros Vells. Actualment, la banderera s'ha exportat a gran quantitat de festivitats de Moros i Cristians d'altres poblacions.
- El paper de la dona:

Encara que hui dia hi ha un major percentatge de dones que d'homes participant a la festa, no va ser fins a l'últim terç del segle XX quan es va aconseguir una equiparació real. Així i tot, és necessari recordar que Petrer va ser la primera població de la qual es té constància que una dona ostentara un càrrec important en el si de la Festa de Moros i Cristians.
Aquesta dona va ser la Tia Ramona, qui el 1905 va tindre per decisió pròpia i convenciment el càrrec de banderera de la comparsa de Moros Vells, un càrrec que fins aleshores exercien exclusivament homes, com encara ocorre en moltes altres localitats on se celebren festivitats d'aquest tipus.
Malgrat la falta de documentació en altres festes, estem parlant probablement del primer cas, almenys a nivell valencià, de participació i protagonisme de la dona a la Festa de Moros i Cristians.